# Blanca Gámez Gutiérrez
Blanca Amelia Gámez Gutiérrez (Chihuahua, Chihuahua, México; 25 de agosto de 1950) es una política chihuahuense miembro del Partido Acción Nacional.

## Biografía
Nacida en la Ciudad de Chihuahua, el 25 de agosto de 1950, Blanca estudió contaduría pública en la Universidad Autónoma de Chihuahua, recibiéndose en 1974. Blanca se desempeñó como auditora en la Contraloría del Gobierno de Chihuahua, de 1974 a 1980, durante la administración de Manuel Bernardo Aguirre. En 1986, se afilió al Partido Acción Nacional, participando en las elecciones de ese año como candidata suplente al Congreso Local, supliendo a Guillermo Luján Peña, siendo, finalmente electos, pero abandonando la curul ambos, al no tomar protesta como parte del rechazo al fraude electoral del que acusaba el Partido Acción Nacional.
En 1992, fue designada por el gobernador Francisco Barrio Terrazas como directora del DIF Estatal, cargo en el que duró hasta 1994, año en que fue designada jefa administrativa de la Dirección General de Comunicaciones y Obras Públicas del Estado de Chihuahua, puesto en el que duró hasta 1998.
En 1998 fue elegida diputada por la vía plurinominal a la LIX Legislatura del Congreso del Estado de Chihuahua del 1 de octubre de 1998 al 30 de septiembre de 2001 y en 2006 también por la vía plurinomial a la LIX Legislatura del Congreso de la Unión de México, cargo que desempeñó del 1 de septiembre de 2003 al 31 de agosto de 2006. En 2012, fue candidata por el Partido Acción Nacional a diputada por el Distrito 6 Federal, resultado finalmente perdedora frente a la candidata del Partido Revolucionario Institucional, Minerva Castillo Rodríguez.
En 2016, fue candidata al Congreso del Estado de Chihuahua, por el Distrito 17 Local, finalmente venciendo al candidato del Partido Revolucionario Institucional, Fermín Ordóñez Arana. Posteriormente, fue designada, Diputada Presidenta de la LXV Legislatura del Congreso del Estado del 1 de octubre de 2016 al 31 de agosto de 2017. Para 2018 repitió como candidata a diputada por el Distrito 17, resultando finalmente reelecta a la LXVI Legislatura para el periodo 2018-2021.